# Tour della nazionale maschile di rugby a 15 dell'Inghilterra 1988
Nel periodo intercorso tra la Coppa del Mondo di rugby 1987 e l'edizione successiva le spedizioni oltremare della nazionale inglese di "rugby a 15" si intensificarono. Nel l'Inghilterra si reca in Australia e Figi perdendo entrambe le sfide con i Wallabies.
Il manager Geoff Cooke nel selezionare la squadra commise vari errori compresa la scelta di John Orwin come capitano: la squadra non fu mai motivata e coesa,

## Risultati
| McKay 17 maggio 1988 | Queensland Country | 9 – 29 | Inghilterra XV | Quarry Hill |

| Brisbane 22 maggio 1988 | Queensland | 19 – 22 | Inghilterra XV | Ballymore Oval |

| Toowomba 25 maggio 1988 | Queensland B | 7 – 19 | Inghilterra XV | Gold Park |

| Brisbane 29 maggio 1988 | Australia | 22 – 16 | Inghilterra | Ballymore Oval |

| Adelaide 1º giugno 1988 | South Australia Inv. XV | 10 – 37 | Inghilterra XV | Hindmarsh Stadium |

| Sydney 5 giugno 1988 | New Sotuh Wales | 23 – 12 | Inghilterra XV | Concrdo Oval |

| Wollogoong 8 giugno 1988 | New Sotuh Wales B | 9 – 25 | Inghilterra XV | Brandon park |

| Sydney 12 giugno 1988 | Australia | 28 – 8 | Inghilterra | Concord Oval |

| Suva 17 giugno 1988 | Figi | 12 – 25 | Inghilterra | National Stadium |

## La squadra
(il numero di caps, ossia di presenze in match ufficiali è quello alla vigilia del tour)
- Manager: G.D. Cooke
- Assistant Coaches: A.B.C. Davies and D. Robinson
- Capitano: J. Orwin (Bedford) 12 Caps
- Estremi
  - R. Adamson (Wakefield) No Caps
  - J.M. Webb (Bristol) 9 Caps
- Tre quarti
  - B. Barley (Wakefield) 4 Caps
  - J. Bentley (Sale) 1 Cap
  - J.R.D. Buckton (Saracens) No Caps
  - B. Evans (Leicester) No Caps
  - S.J. Halliday (Bath) 6 Caps
  - R. Underwood (RAF/Leicester)
- Mediani
  - C.R. Andrew (Wasps) 17 Caps
  - S. Barnes (Bath) 7 Caps
  - R.M. Harding (Bristol) 9 Caps
  - S. Robson (Moseley) No Caps
  - W.D.C. Carling (Harlequins) 5 Caps
  - T. Buttimore (Leicester) No Caps
- Avanti
  - G.C. Chilcott (Bath) 9 Caps
  - R.G.R. Dawe (Bath) 4 Caps
  - W.A. Dooley (Preston Grasshoppers) 20 Caps
  - D.W. Egerton (Bath) 1 Cap
  - B.C. Moore (Nottingham) 9 Caps
  - J. Orwin (Bedford) 12 Caps
  - G.S. Pearce (Northampton) 34 Caps
  - J.A. Probyn (Wasps) 5 Caps
  - G.W. Rees (Nottingham) 14 Caps
  - P.A.G. Rendell (Wasps) 15 Caps
  - D. Richards (Leicester) 11 Caps
  - R.A. Robinson (Bath) No Caps
  - M.G. Skinner (Harlequins) 5 Caps